# Bentheim-Steinfurt
Bentheim-Steinfurt fou una branca a línia dels comtes de Bentheim. Els comtes de Steinfurt es van extingir el 1421 passant el domini a Eberwin de Bentheim-Bentheim que a la seva mort va repartir els seus dominis de Bentheim i Steinfurt entre els seus fills, corresponent Steinfurt al fill Arnold I i Bentheim a l'altra fill Bernat II. Steinfurt va adquirir Bentheim el 1530 per extinció de la línia i el 1557 també Tecklenburg (línia separada de Bentheim el 1277) igualment per extinció, però la unitat només va durar fins al 1606 quan a la mort d'Arnold III els seus cinc fills es van repartir els dominis, governant els dos grans amb seu Steinfurt i Tecklenburg i els altres tres en territoris menors a Bentheim, Alpen i Limburg; Limburg va retornar a Steinfurt el 1618, i Alpen el 1629; el 1632 va morir el comte Guillem Enric que governava a Bentheim i va quedar sol Arnold Jobst fins a la seva mort el 1643 però llavors es va tornar a dividir entre Steinfurt i Bentheim (Tecklenburgo ja va quedar definitivament separat després del 1606). El 1803 el comtat de Steinfurt fou ocupat per França, mediatitzat i entregat poc després a Prússia; el 1809 però va ser transferit al Gran Ducat de Berg com a principat mediatitzat; després de la derrota francesa el 1813 va retornar a Prússia però el Congrés de Viena de 1815 el va assignar a Hannover, antic electorat ara elevat a regne. El comte (príncep) Lluís, que governava des de 1780, va romandre al tron fins a la seva mort el 1817 però a vegades sense cap poder i després de 1803 sense sobirania. Va retornar a Prússia el 1866 junt amb el regne de Hannover.

## Bentheim-Steinfurt
- Arnold I 1454-1466
- Eberwin II (primer príncep 1495) 1466-1498
- Arnold II 1498-1544
- Eberwin III 1544-1562
- Arnold III 1562-1606
- Arnold Jobst 1606-1643 
  - Guillem Enric (a Steinfurt) 1606-1632
  - Frederic Ludolf (a Alpen) 1606-1629
  - Conrad Gumbert (a Limburg) 1606-1618
- Ernest Guillem 1643-1693
- Ernest 1693-1713
- Carles Frederic 1713-1733
- Carles Pau Ernest 1733-1780
- Lluís (primer príncep mediatitzat, gener 1817) 1780-1806 (+ 1817)